# Kowarzia haemorrhoidalis
Kowarzia haemorrhoidalis is een vliegensoort uit de familie van de dansvliegen (Empididae). De wetenschappelijke naam van de soort is voor het eerst geldig gepubliceerd in 1908 door Becker.